# Pakobra

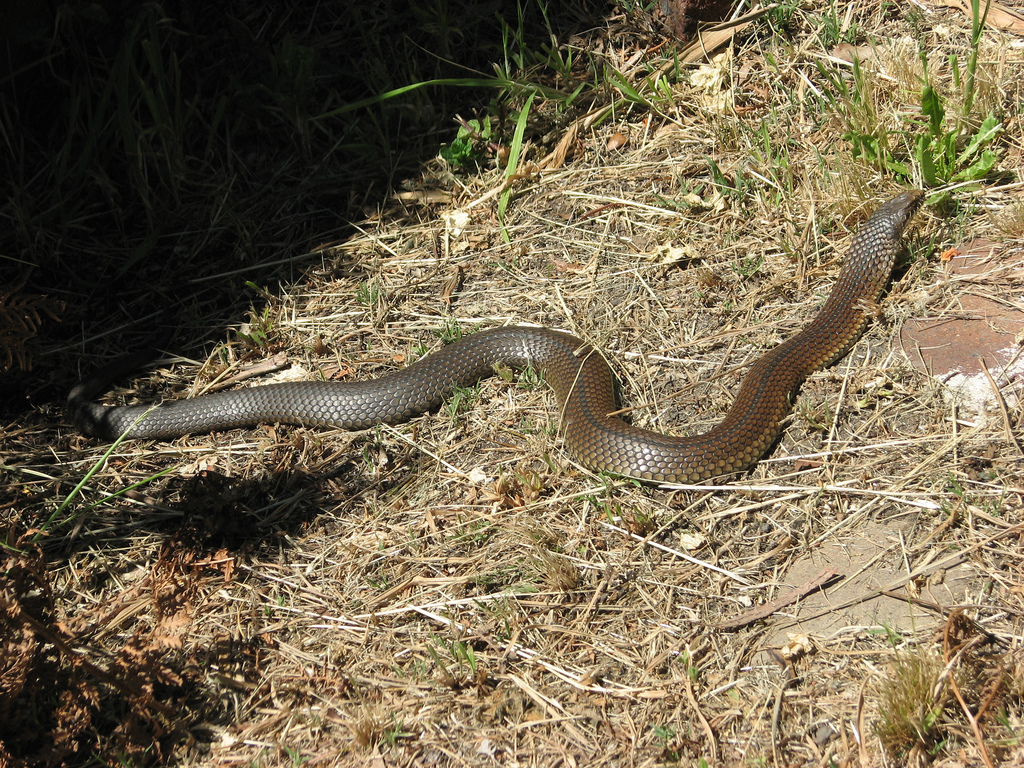
Austrelaps superbus - pakobra diamantová - Lowland copperhead snake

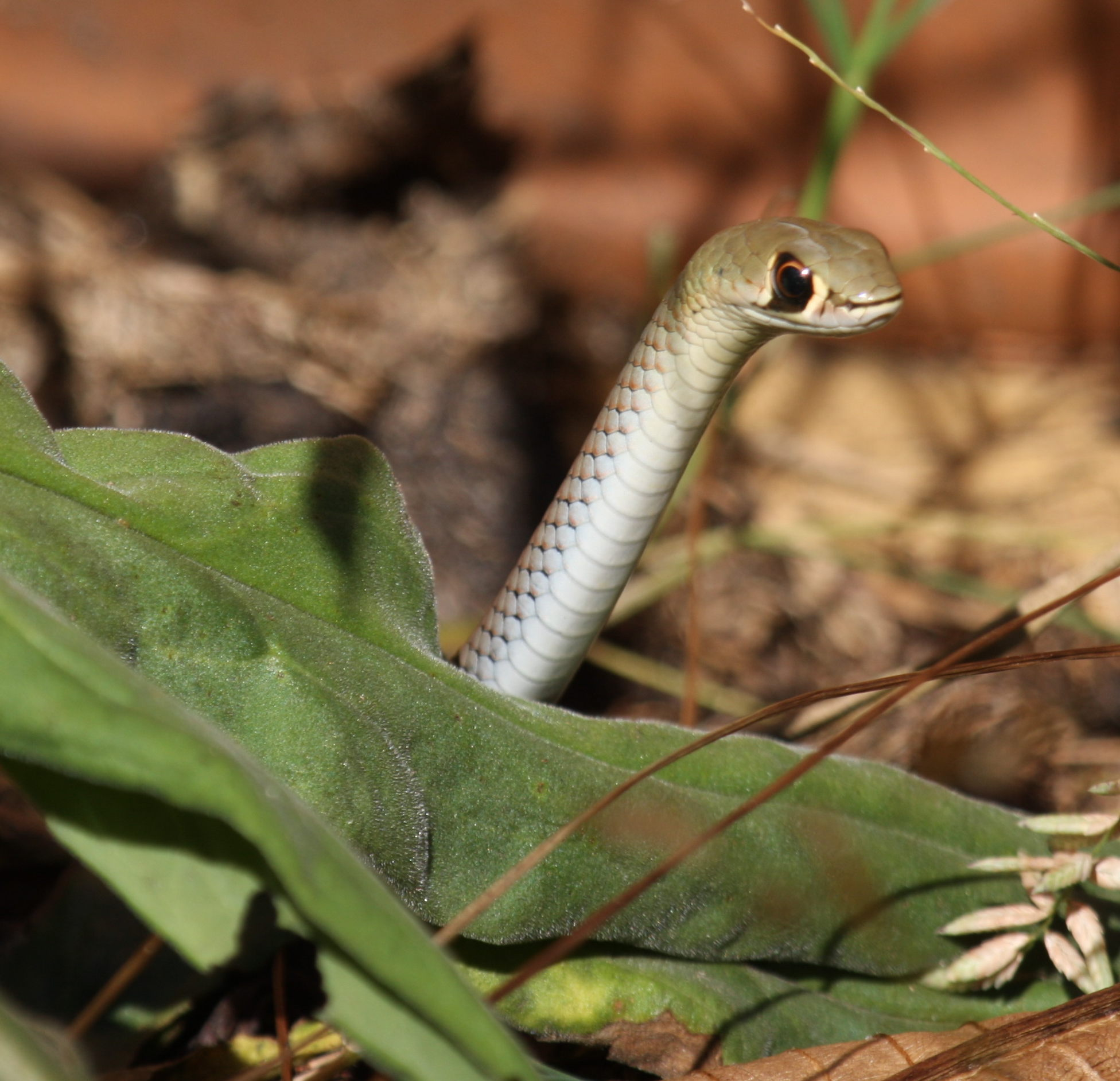
Demansia psammophis - pakobra štíhlá - Yellow-faced whip-snake

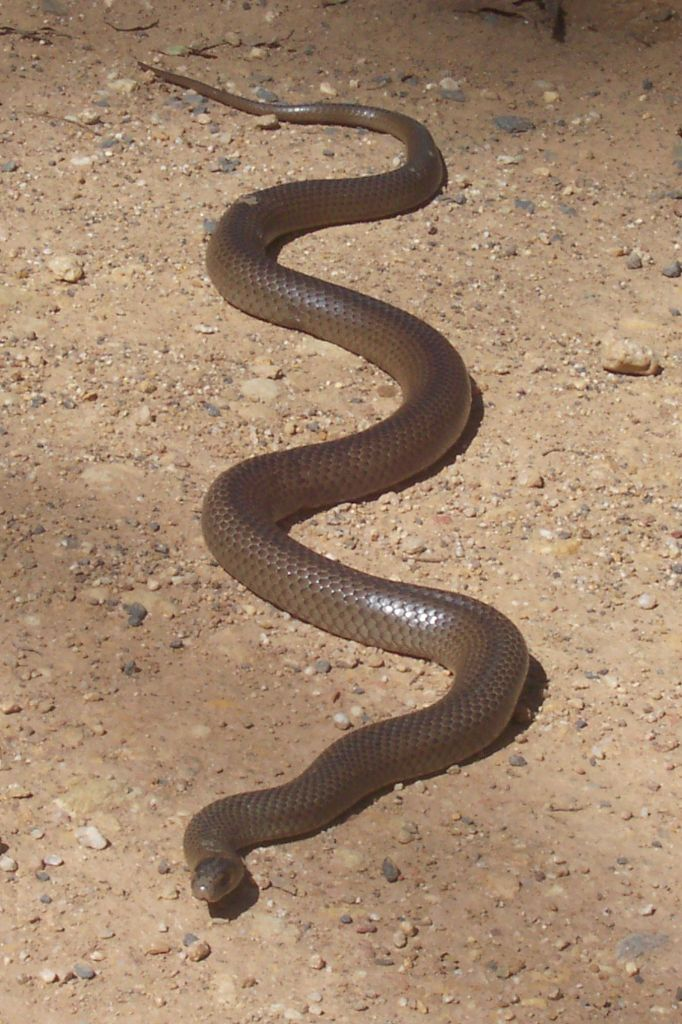
Pseudonaja textilis - pakobra východní - Eastern brown snake

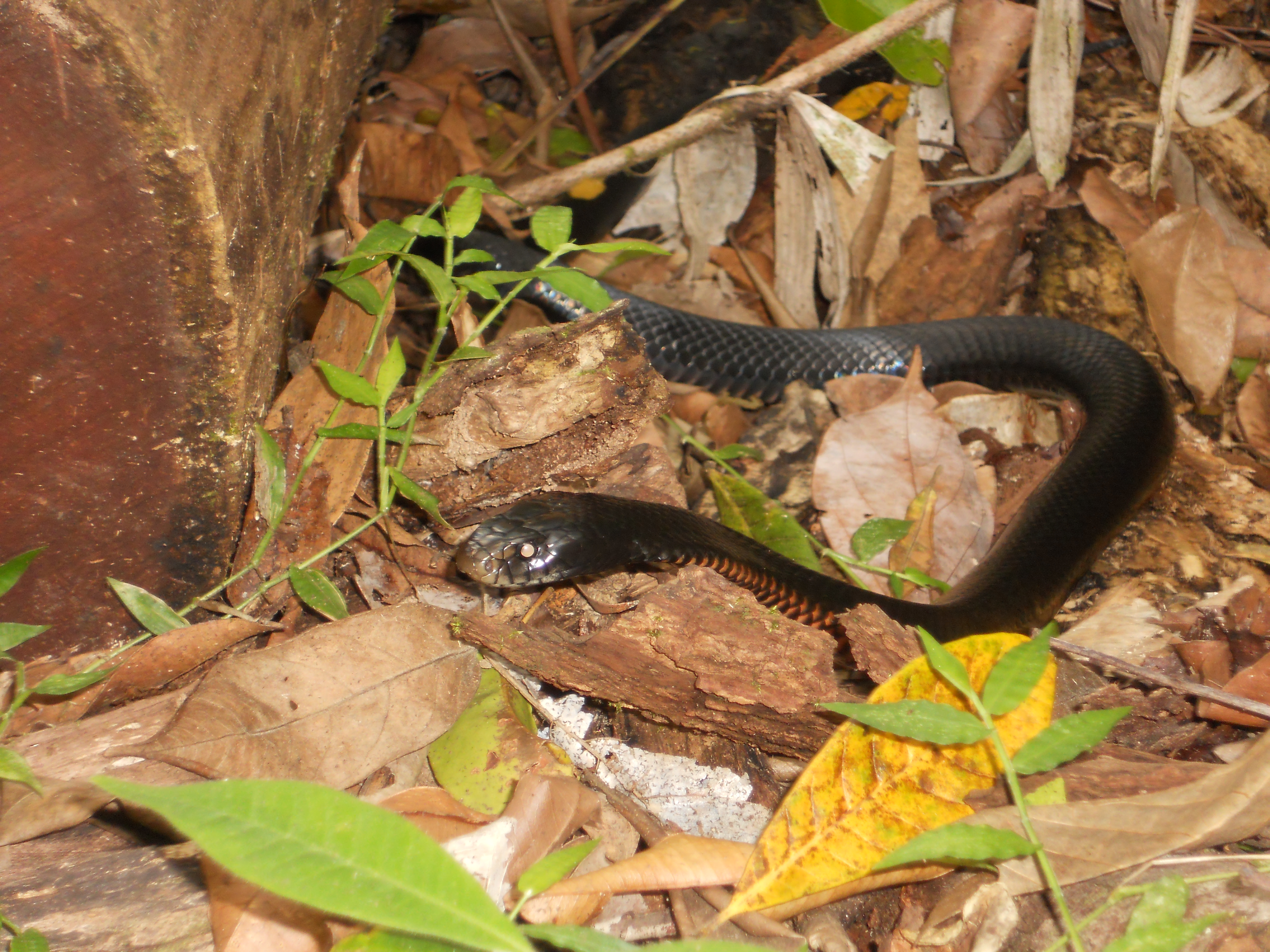
Pseudechis porphyriacus - pakobra červenobřichá - Red-bellied black snake

Pakobra je název pro několik rodů hadů, kteří žijí v Austrálii, Nové Guineji, Indonésii a na přilehlých ostrovech. Pakobry patří do čeledi korálovcovitých hadů. Mnohé druhy dokáží zploštit kůži na krku, nicméně jejich kápě není tak výrazná jako u kober. Jsou to jedovatí hadi. Patří sem i jedni z nejjedovatějších hadů světa, například pakobra východní. V taxonomii panují jisté nesrovnalosti. V češtině jsou jako „pakobry“ nazývány rody, které v anglofonním prostředí, tedy i v Austrálii, kde se vyskytují nejhojněji, mají různá pojmenování. Vědeckým názvem odpovídá „pakobře“ nejlépe jméno rodu Pseudonaja.

## Taxonomie
- Rod: Austrelaps (Worrell, 1963) – česky někdy pseudoploskolebec; anglicky copperhead snake.
  - Druh: Austrelaps labialis (Jan, 1859) – bez českého ekvivalentu
  - Druh: Austrelaps ramsayi (Krefft, 1864) – bez českého ekvivalentu
  - Druh: Austrelaps superbus (Günther, 1858) – pakobra diamantová
- Rod: Demansia (Gray, 1842) – anglicky whip snake.
  - Druh: Demansia angusticeps (Macleay, 1888) – bez českého ekvivalentu
  - Druh: Demansia atra (Macleay, 1884) – bez českého ekvivalentu
  - Druh: Demansia calodera (Storr, 1978) – bez českého ekvivalentu
  - Druh: Demansia flagellatio (Wells & Wellington, 1985) – bez českého ekvivalentu
  - Druh: Demansia olivacea (Gray, 1842) – pakobra olivová
  - Druh: Demansia papuensis (Macleay, 1877) – bez českého ekvivalentu
  - Druh: Demansia psammophis (Schlegel, 1837) – pakobra štíhlá
  - Druh: Demansia quasitor (Shea, 2007) – bez českého ekvivalentu
  - Druh: Demansia rimicola (Scanlon, 2007) – bez českého ekvivalentu
  - Druh: Demansia rufescens (Storr, 1978) – bez českého ekvivalentu
  - Druh: Demansia shinei (Shea, 2007) – bez českého ekvivalentu
  - Druh: Demansia simplex (Storr, 1978) – pakobra šedá
  - Druh: Demansia torquata (Günther, 1862) – bez českého ekvivalentu
  - Druh: Demansia vestigata (De Vis, 1884) – bez českého ekvivalentu
  - Druh: Demansia textilis – zřejmě stejný druh jako Pseudonaja textilis
- Rod: Micropechis (Boulenger, 1896) – anglicky small-eyed snake.
  - Druh: Micropechis ikaheka (Lesson, 1829) – pakobra malooká
- Rod: Notechis (Boulenger, 1896) – anglicky tiger snake.
  - Druh: Notechis ater (Krefft, 1866) – pakobra černá
  - Druh: Notechis scutatus (Peters, 1861) – pakobra páskovaná
- Rod: Pseudechis (Wagler, 1830) – anglicky black snake.
  - Druh: Pseudechis australis (Gray, 1842) – pakobra australská
  - Druh: Pseudechis butleri (H. M. Smith, 1982) – bez českého ekvivalentu
  - Druh: Pseudechis colletti (Boulenger, 1902) – bez českého ekvivalentu
  - Druh: Pseudechis guttatus (De Vis, 1905) – bez českého ekvivalentu
  - Druh: Pseudechis pailsei (Hoser, 1998) – bez českého ekvivalentu
  - Druh: Pseudechis papuanus (Peters & Doria, 1878) – pakobra novoguinejská
  - Druh: Pseudechis porphyriacus (Shaw, 1794) – pakobra červenobřichá
- Rod: Pseudonaja (Günther, 1858) – anglicky brown snake.
  - Druh: Pseudonaja affinis (Günther, 1872) – bez českého ekvivalentu
  - Druh: Pseudonaja aspidorhyncha (McCoy, 1879) – bez českého ekvivalentu
  - Druh: Pseudonaja elliotti (Hoser, 2003) – bez českého ekvivalentu
  - Druh: Pseudonaja guttata (Parker, 1926) – pakobra skvrnitá
  - Druh: Pseudonaja inframacula (Waite, 1925) – bez českého ekvivalentu
  - Druh: Pseudonaja ingrami (Boulenger, 1908) – bez českého ekvivalentu
  - Druh: Pseudonaja mengdeni (Wells & Wellington, 1985) – bez českého ekvivalentu
  - Druh: Pseudonaja modesta (Günther, 1872) – pakobra drobná
  - Druh: Pseudonaja nuchalis (Günther, 1858) – pakobra ozdobná
  - Druh: Pseudonaja textilis (Duméril, Bibron & Duméril, 1854) – pakobra východní